# Iberis
Genre
Classification phylogénétique
Iberis (les Ibéris ou les Ibérides) est un genre constitué de vingt-sept espèces de plantes herbacées ou de sous-arbrisseaux de la famille des Brassicaceae.
Ces plantes sont originaires de la région méditerranéenne, de l'Espagne à la Perse. Certaines espèces sont cultivées comme plantes d'ornement partout dans le monde et se sont naturalisées, notamment en Grande-Bretagne, en Amérique du Nord. Les fleurs sont blanches ou violettes.
Ces plantes sont proches du genre Thlaspi, certaines espèces ayant été classées successivement dans l'un ou l'autre genre. Le genre a donné son nom à la Piéride de l'ibéride, papillon dont la chenille apprécie certaines espèces du genre.

## Étymologie
Selon Hippolyte Coste, Iberis vient de ce que ce sont des plantes croissant dans l’Ibérie, le Sud-Ouest de l’Europe. Pour Paul Victor Fournier, cela vient du Grec ancien, nom de plante, peut-être de Lepidium ; probablement d’Ibérie, ancien nom de l’Espagne.

## Espèces et sous-espèces
- Iberis amara, Ibéris amer
- Iberis atlantica
- Iberis aurosica
  - Iberis aurosica subsp. aurosica
  - Iberis aurosica subsp. nana

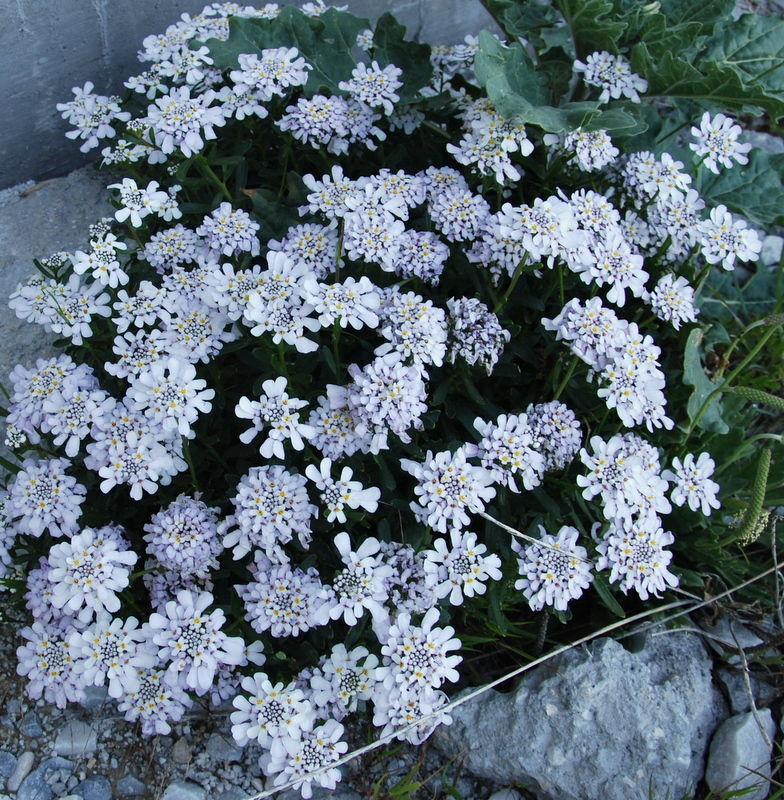
Iberis gibraltarica.

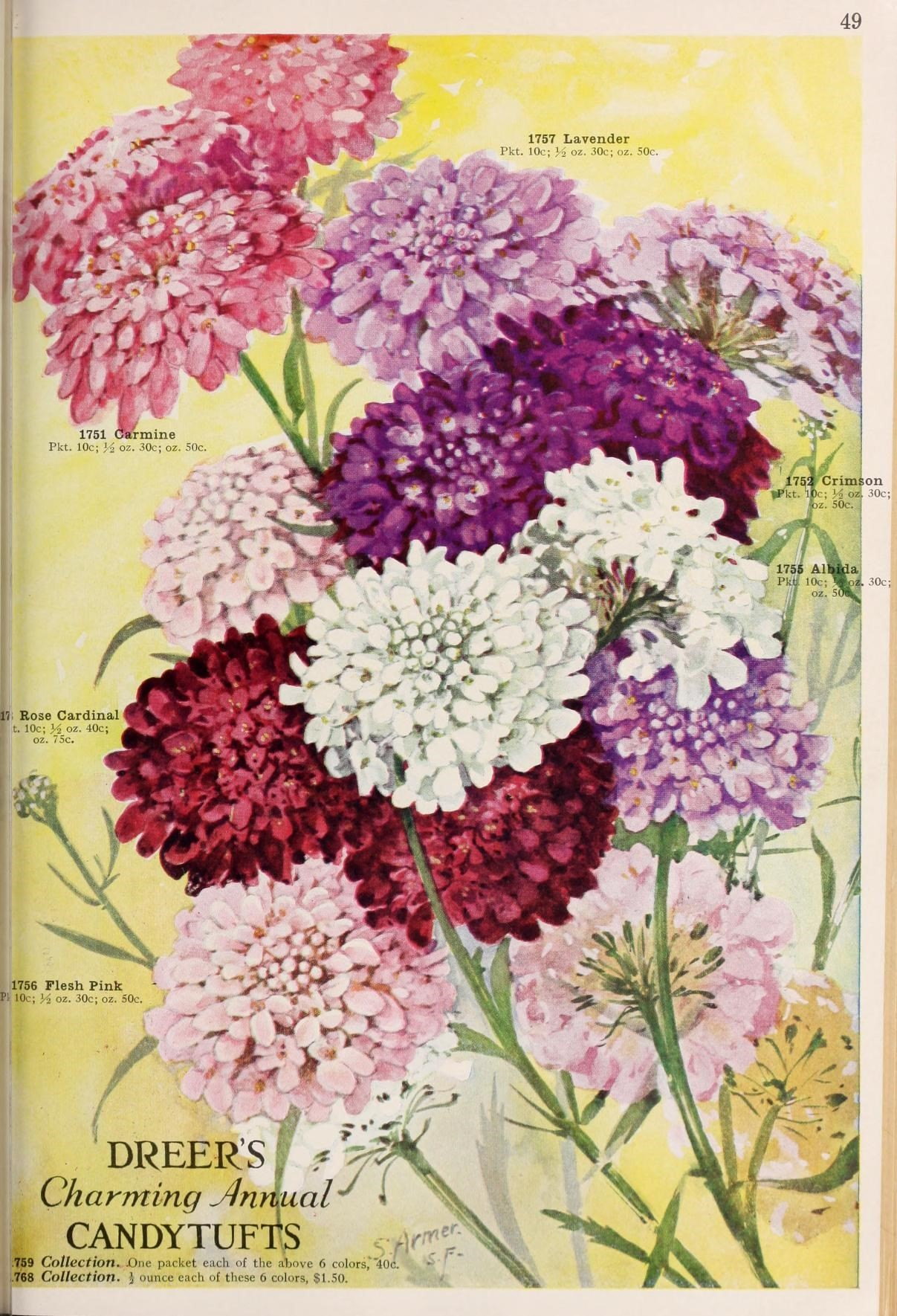
Fleurs d'Ibéris de différentes couleurs.

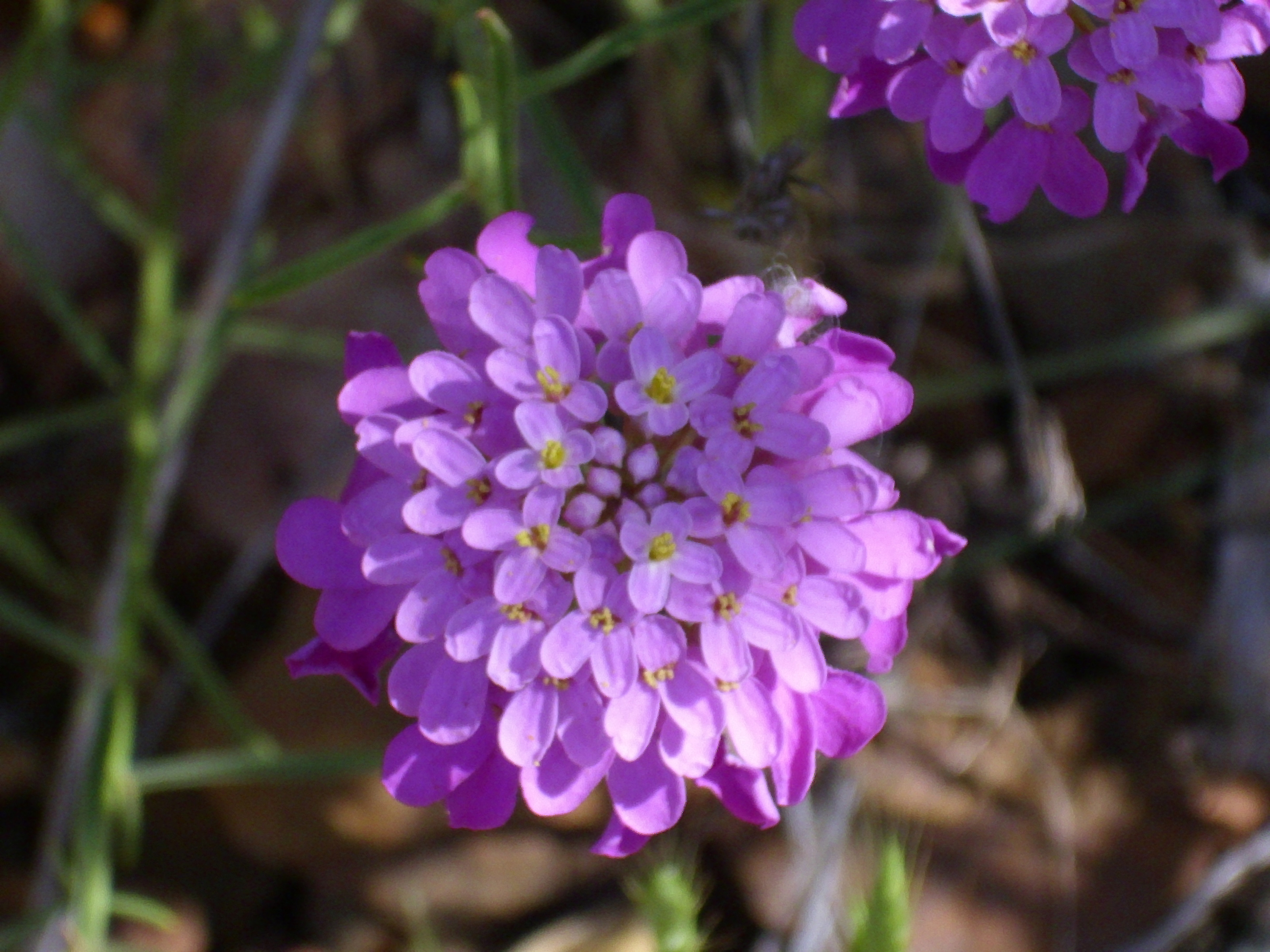
Iberis carnosa.

- Iberis bernardiana, Ibéris de Bernard
- Iberis carica
- Iberis carnosa, Ibéris charnu
  - Iberis carnosa subsp. carnosa
  - Iberis carnosa subsp. embergeri
  - Iberis carnosa subsp. granatensis
  - Iberis carnosa subsp. lagascana
- Iberis ciliata
  - Iberis ciliata subsp. ciliata
  - Iberis ciliata subsp. contracta
  - Iberis ciliata subsp. welwitschii
- Iberis corifolia
- Iberis fontqueri
- Iberis gibraltarica, Ibéris de Gibraltar
- Iberis grosii
- Iberis linifolia, Ibéris à feuilles de lin
  - Iberis linifolia subsp. linifolia syn. Iberis intermedia, Ibéris intermédiaire
  - Iberis linifolia subsp. stricta
  - Iberis linifolia subsp. violletii
- Iberis nazarita
- Iberis obovata
- Iberis odorata
- Iberis oschtenica
- Iberis pectinata
- Iberis peyerimhoffii
- Iberis pinnata, Ibéris à feuilles pennatifides
- Iberis procumbens
  - Iberis procumbens subsp. microcarpa
  - Iberis procumbens subsp. procumbens
- Iberis runemarkii
- Iberis saxatilis, Ibéris des rochers
  - Iberis saxatilis subsp. cinerea
  - Iberis saxatilis subsp. saxatilis
- Iberis semperflorens
- Iberis sempervirens, Ibéris toujours vert
- Iberis simplex
- Iberis spathulata, Ibéris spatulé
- Iberis umbellata, Tabouret lilas[2]